# Volmar Wikström
Volmar Wikström (n. 27 decembrie 1889, Parainen, Marele Principat al Finlandei, Imperiul Rus – d. 10 iunie 1957, Helsingfors, Finlanda) a fost un luptător ce a reprezentat Finlanda, medaliat olimpic. A participat la 2 ediții ale Jocurilor Olimpice (1912, 1924) în care a câștigat o medalie de argint.